# Virgil Popa (senator)
Virgil Popa (n. 10 martie 1937) este un fost senator român în legislatura 1990-1992, ales în județul Vaslui pe listele partidului FSN. Virgil Popa a mai fost ales în legislaturile 1992-1996 și 1996-2000, rămânând astfel senator până în 2000.
În legislatura 1990-1992, Virgil Popa a fost membru în grupurile parlamentare de prietenie cu Republica Islamică Iran, Republica Coreea, Republica Portugheză, Australia, Republica Populară Chineză, Regatul Spaniei, Republica Italiană, Regatul Unit al Marii Britanii și Irlandei de Nord. În legislatura 1996-2000, Virgila Popa a fost membru în grupurile parlamentare de prietenie cu Republica Filipine și Republica Islamică Iran. 
Înainte de revoluția din decembrie 1989, Virgil Popa a fost profesor de filozofie, educație științifică și socialism la Liceul Teoretic Mihai Eminescu din Bârlad.